# Zgrupowanie miejsc postojowych
Zgrupowanie miejsc postojowych – grupa stanowisk postojowych zlokalizowanych w określonym miejscu. Pojęcie to stosowane jest w celu określenia różnych wymogów techniczno–budowlanych dla lokalizacji miejsc postojowych o różnej liczbie stanowisk postojowych. Przedmiotowe wymogi określone są między innymi w rozporządzeniu określającym warunki techniczne jakim powinny odpowiadać budynki i ich usytuowanie, wydanym jako akt wykonawczy z delegacji ustawowej zawartej w Prawie budowlanym. Pojęcie to również stosowane jest przy określaniu stosownych wymogów w innych przepisach, np. przy uchwalaniu różnych przepisów prawa miejscowego, w tym między innymi w miejscowych planach zagospodarowania przestrzennego.
Dla zgrupowania miejsc postojowych przy budynkach mieszkalnych i zamieszkania zbiorowego (z wyłączeniem hoteli) oraz budynkach opieki zdrowotnej, oświaty i wychowania, a także placów zabaw oraz boisk dla dzieci i młodzieży, wymaga się w zależności od ilości stanowisk w danym zgrupowaniu miejsc postojowych zachowania odpowiedniej odległości minimalnej od okien pomieszczeń przeznaczonych na stały pobyt ludzi:
- dla zgrupowania do 4 stanowisk włącznie, jest to 7 m,
- dla zgrupowania od 5 do 60 stanowisk włącznie, jest to 10 m,
- dla większych zgrupowań, jest to 20 m[b].

Powyższe regulacje nie dotyczą zgrupowań miejsc postojowych w ulicy. W tym przypadku brak jest wymogów ograniczających taką odległość.